# Slowakische Badmintonmeisterschaft 2008
Die Slowakische Badmintonmeisterschaft 2008 war die 16. Auflage der Titelkämpfe im Badminton in der Slowakei. Sie fand vom 2. bis zum 4. Mai 2008 in Trenčín statt.

## Medaillengewinner
| Disziplin    | Gold                                                                         | Silber                                                                 | Bronze                                                                   |
| ------------ | ---------------------------------------------------------------------------- | ---------------------------------------------------------------------- | ------------------------------------------------------------------------ |
| Herreneinzel | Marián Šulko (Spoje Bratislava)                                              | Michal Matejka (M-Šport Trenčín)                                       | Marián Smrek (BC Prešov)                                                 |
| Herreneinzel | Marián Šulko (Spoje Bratislava)                                              | Michal Matejka (M-Šport Trenčín)                                       | Vladimír Závada (BC Prešov)                                              |
| Dameneinzel  | Kvetoslava Orlovská (BC Prešov)                                              | Gabriela Zabavníková (Lokomotíva Košice)                               | Monika Fašungová (CEVA Trenčín)                                          |
| Dameneinzel  | Kvetoslava Orlovská (BC Prešov)                                              | Gabriela Zabavníková (Lokomotíva Košice)                               | Zuzana Orlovská (BC Prešov)                                              |
| Herrendoppel | Marián Smrek (BC Prešov) Vladimír Závada (BC Prešov)                         | Juraj Pagáč (BK MI Trenčín) Milan Ludík (BK MI Trenčín)                | Michal Matejka (M-Šport Trenčín) Tomáš Lobotka (CEVA Trenčín)            |
| Herrendoppel | Marián Smrek (BC Prešov) Vladimír Závada (BC Prešov)                         | Juraj Pagáč (BK MI Trenčín) Milan Ludík (BK MI Trenčín)                | Vladimír Turlík (Lokomotíva Košice) Ladislav Tomčko (BK ATU Košice)      |
| Damendoppel  | Gabriela Zabavníková (Lokomotíva Košice) Júlia Turzáková (Lokomotíva Košice) | Kristína Ludíková (BK MI Trenčín) Radka Halušicová (BK MI Trenčín)     | Linda Poláková (Spoje Bratislava) Monika Fašungová (CEVA Trenčín)        |
| Damendoppel  | Gabriela Zabavníková (Lokomotíva Košice) Júlia Turzáková (Lokomotíva Košice) | Kristína Ludíková (BK MI Trenčín) Radka Halušicová (BK MI Trenčín)     | Gabriela Štefániková (Spoje Bratislava) Petra Špilárová (BK ATU Košice)  |
| Mixed        | Marián Smrek (BC Prešov) Zuzana Orlovská (BC Prešov)                         | Michal Matejka (M-Šport Trenčín) Barbora Bobrovská (Lokomotíva Košice) | Ladislav Tomčko (BK ATU Košice) Gabriela Zabavníková (Lokomotíva Košice) |
| Mixed        | Marián Smrek (BC Prešov) Zuzana Orlovská (BC Prešov)                         | Michal Matejka (M-Šport Trenčín) Barbora Bobrovská (Lokomotíva Košice) | Pavel Mečár (Slávia ŽU Žilina) Dominika Rebová (Lokomotíva Košice)       |